# Bengbu

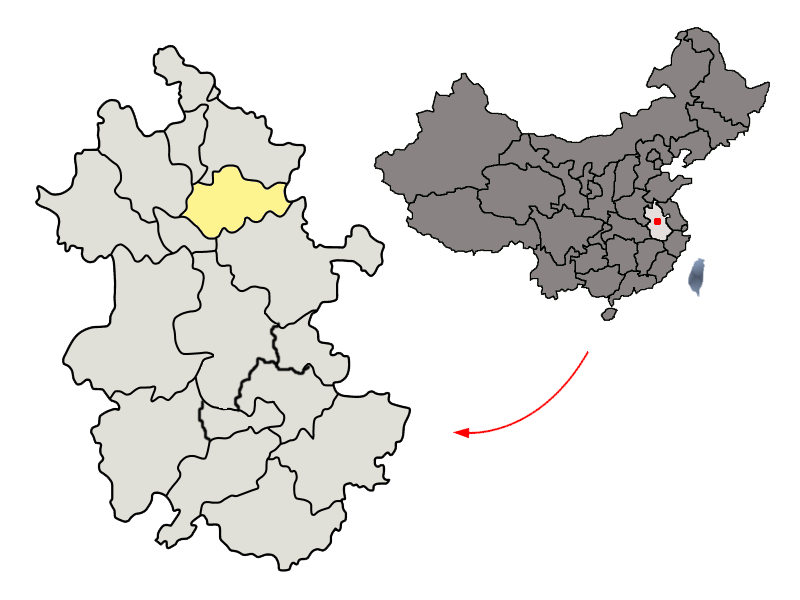
Bengbu

Bengbu ou Pengpu (蚌埠 em chinês) é uma cidade da província de Anhui, na China. É um porto no rio Huai, no vale do Yangtze. Tem cerca de 1160 mil habitantes. A cidade ganhou importância no século XX com o desenvolvimento industrial.